# كورنيليوس كوفي
كورنيليوس كوفي (بالإنجليزية: Cornelius Coffey) هو طيار أمريكي، ولد في 6 سبتمبر 1903 في نيوبورت في الولايات المتحدة، وتوفي في 2 مارس 1994 بسبب مرض.